# The Wombles (jeu vidéo)
The Wombles est un jeu vidéo d'action-aventure édité par Alternative Software et sorti en 1990 sur Amstrad CPC, Commodore 64 et ZX Spectrum. Il est adapté de la série télévisée The Wombles (en) qui est elle-même basée sur les Wombles, personnages de littérature de jeunesse créés par Elisabeth Beresford (en).